# Sottoprefettura di Shiribeshi
La sottoprefettura di Shiribeshi (後志支庁, Shiribeshi-shichō?) è una sottoprefettura della prefettura di Hokkaidō, Giappone. Ha un'area di 4.305,65 chilometri quadrati e una popolazione di 256.184 abitanti al 2004. È stata fondata nel 1897.

## Geografia fisica

### Città
- Otaru

### Distretti
- Distretto di Abuta
  - Kimobetsu
  - Kutchan (capoluogo)
  - Kyōgoku
  - Makkari
  - Niseko
  - Rusutsu
- Distretto di Furubira
  - Furubira
- Distretto di Furuu
  - Kamoenai
  - Tomari
- Distretto di Iwanai
  - Iwanai
  - Kyōwa
- Distretto di Isoya
  - Rankoshi
- Distretto di Shakotan
  - Shakotan
- Distretto di Shimamaki
  - Shimamaki
- Distretto di Suttsu
  - Kuromatsunai
  - Suttsu
- Distretto di Yoichi
  - Akaigawa
  - Niki
  - Yoichi